# Spokiine, Simferopol
Spokiine (în ucraineană Спокійне) este un sat în comuna Donske din raionul Simferopol, Republica Autonomă Crimeea, Ucraina.

## Demografie
Componența lingvistică a localității Spokiine
     Rusă (76,6%)
     Ucraineană (14,89%)
     Tătară crimeeană (8,51%)
Conform recensământului din 2001, majoritatea populației localității Spokiine era vorbitoare de rusă (76,6%), existând în minoritate și vorbitori de ucraineană (14,89%) și tătară crimeeană (8,51%).